# 望月倫彦
望月 倫彦（もちずき ともひこ、1980年9月17日 - ）は、東京出身のイベンター・ライター。

## 略歴
東京都渋谷区に生まれる。日本大学鶴ヶ丘高等学校卒業。日本大学芸術学部卒業。
2002年、大学在学中に、第一回文学フリマに出店し、第二回から文学フリマ事務局代表を務めるようになる。
文学フリマが東京で開かれていたときはもちろんだが、百都市構想で大阪を初めとする各地で文学フリマが開催されるようになっても、各地に出張して地方の文学フリマ事務局のサポートをした。また、百都市構想を進めるに当たり、各地に有志を募り多くの希望者と話し合い、現実的にイベントが開けるかどうかを判断した。

## 著書
- ペンネームは、海月 一彦（うみつき かずひこ）。代表作は、2007年刊行の『オタクのための格闘術』（夏目書房）。